# Wydundra kohi
Wydundra kohi là một loài nhện trong họ Gnaphosidae.
Loài này thuộc chi Wydundra. Wydundra kohi được Norman I. Platnick & Barbara Baehr miêu tả năm 2006.